# Stazione di Pocapaglia
La stazione di Pocapaglia è una fermata ferroviaria posta sulla linea Alessandria-Cavallermaggiore. Serve il centro abitato della frazione Macellai del comune di Pocapaglia.

## Storia
Abitata ancora negli anni Ottanta, la fermata costituisce collegamento per la frazione e per Pocapaglia con le due città di Alba e di Bra.

## Strutture e impianti
Semplice fermata riqualificata nei lavori di elettrificazione svolti nel 2016 tra le città di Bra e Alba.

## Movimento
La fermata di Pocapaglia è servita da alcuni treni della linea SFM4 del servizio ferroviario metropolitano di Torino.